# Trygve Lie
Trygve Halvdan Lie (phát âm tiếng Na Uy: [ˌtryɡvə ˈliː] ⓘ, 16 tháng 7 năm 1896 – 30 tháng 12 năm 1968) là một nhà chính trị, nhà lãnh đạo lao động, quan chức chính phủ và tác gia Na Uy. Ông là Ngoại trưởng Na Uy trong các năm khủng hoảng của chính phủ Na Uy khi lưu vong ở Luân Đôn từ năm 1940 đến 1945. Từ năm 1946 đến năm 1952, ông là Tổng thư ký Liên Hợp Quốc. Lie nổi tiếng là nhà chính trị thực dụng, quyết đoán.

## Tiểu sử
Lie sinh ở Kristiania ngày 16 tháng 7 năm 1896. Cha của ông, thợ mộc Martin Lie, rời gia đình di cư sang Hoa Kỳ năm 1902, và không bao giờ gia đình họ nhận được tin gì từ ông nữa. Trygve lớn lên trong gia cảnh bình thường với mẹ là Hulda và em gái. Mẹ ông quản lý nhà trọ và quán cà phê ở Grorud gần Oslo.